# Скоп'євський марафон
Скоп'євський марафон мак. Скопски маратон) — щорічний марафон, який проходить в травні в македонському місті Скоп'є.
Чинними рекордсменами траси є кенійці Стівен Кіпротіч Кіру серед чоловіків (2:12:36) і Стелла Барсосіо серед жінок (2:33:42). За кількістю перемог лідерами також є кенійці - по два рази забіги вигравали Стівен Кіпротіч Кіру (2016 2017) і Сесілія Вангуі (2011, 2012).

## Історія
Перша марафонська гонка в Скоп'є була організована в 1997 році. Після другого марафону в 1998 році проведення тимчасово припинилося через фінансові труднощі. Через дев'ять років захід було відроджено, проте в 2007 році був проведений тільки напівмарафон.
У 2008 році змагання поновилися в повному форматі і з тих пір щорічно проводяться в трьох дисциплінах - марафон, напівмарафон і біг на 5 кілометрів. Значний внесок у відродження змагань вніс спеціальний представник Європейського союзу Ерван Фуере.
З 2009 року змагання входять в Асоціацію міжнародних марафонів і пробігів (AIMS).
У 2012 році марафон в Скоп'є був включений в список кваліфікаційних гонок для проходження відбору на Олімпійські ігри в Лондоні. У ньому взяли участь близько 4000 легкоатлетів з 36 країн.
У 2015 році змагання були скасовані у зв'язку з протестами в Македонії [en] проти чинного на той момент прем'єр-міністра Ніколи Груєвського і його уряду.
У 2017 році в марафоні взяли участь близько 8500 спортсменів з 51 країни.

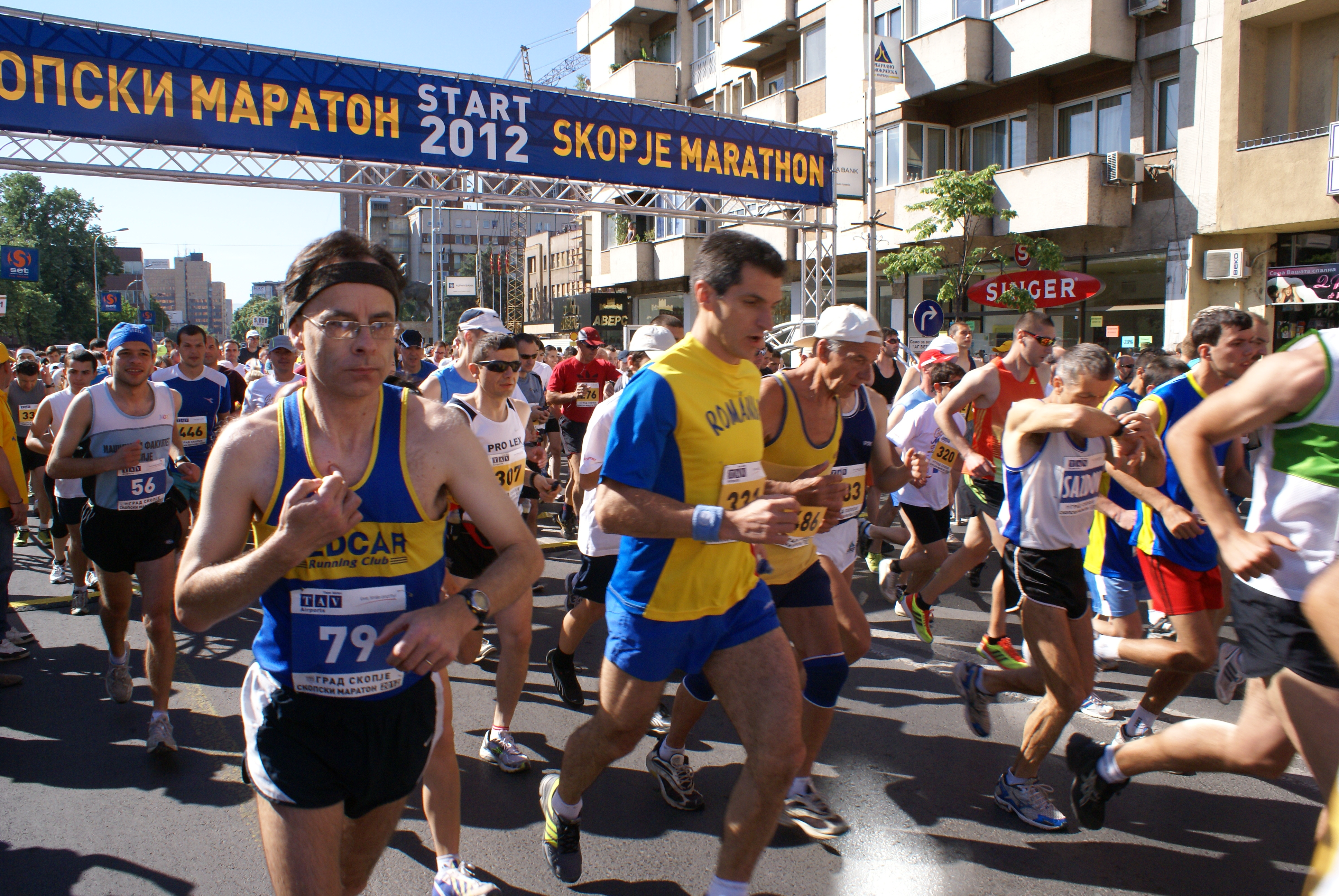
Старт марафону 2012 року

## Переможці
| Рік  | Переможець       | Країна   | Час     | Переможниця      | Країна               | Час     |
| ---- | ---------------- | -------- | ------- | ---------------- | -------------------- | ------- |
| 2018 | Еванс Бивотт     | Кенія    | 2:14:08 | Джедіда Карунгу  | Кенія                | 2:51:24 |
| 2017 | Кіпротіч Кіруї   | Кенія    | 2:12:59 | Стелла Барсосіо  | Кенія                | 2:33:42 |
| 2016 | Кіпротіч Кіруї   | Кенія    | 2:12:36 | Гледіс Бівотт    | Кенія                | 2:40:10 |
| 2014 | Еммануель Самаль | Кенія    | 2:14:26 | Люсі Муріигі     | Кенія                | 2:37:47 |
| 2013 | Уікліф Бівотт    | Кенія    | 2:21:56 | Керолайн Кіпруто | Кенія                | 2:48:39 |
| 2012 | Патрік Вамбугу   | Кенія    | 2:26:41 | Сесілія Вангуї   | Кенія                | 2:54:56 |
| 2011 | Діксон Терер     | Кенія    | 2:23:51 | Сесілія Вангуї   | Кенія                | 2:50:06 |
| 2010 | Тамаш Тот        | Угорщина | 2:28:56 | Люсія Кімані     | Боснія і Герцеговина | 2:55:56 |
| 2009 | Сретен Нінковіч  | Сербія   | 2:29:07 | Марія Враіч      | Хорватія             | 2:56:15 |
| 2008 | Роман Продіус    | Молдова  | 2:29:26 | Лідія Міклош     | Чорногорія           | 3:19:34 |